# Lastre

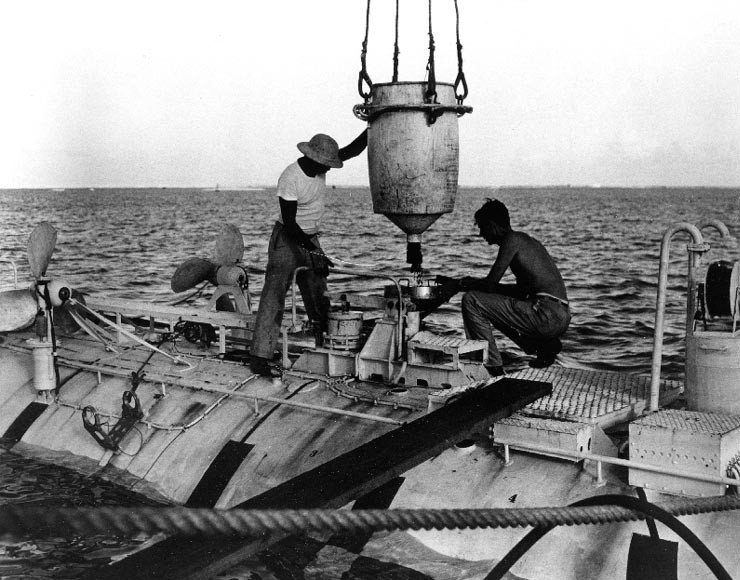
Jacques Piccard carga balines de hierro en el Batiscafo Trieste como lastre

En mecánica de fluidos, el lastre (balasto) es un término que se aplica en función del principio de Arquímedes sobre un cuerpo que varía su densidad en función del centro de masa en un medio fluido.

## Descripción

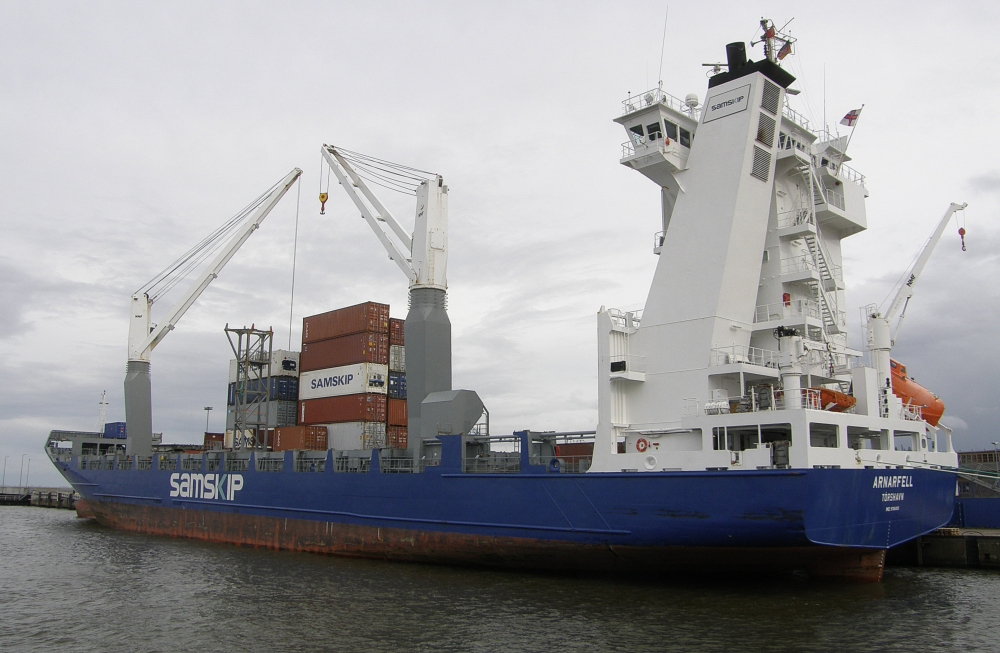
Los cargueros usan las plumas propias como lastre de compensación vertical

El lastre o balasto (del inglés to ballast = cargar) es un sistema que se desplaza en el plano vertical u horizontal y aumenta o disminuye el valor de masa del centro de gravedad de un cuerpo frente a un medio. 
Pueden ser líquidos o sólidos, e incluso gaseosos. Los sistemas de lastre son muy utilizados en la ingeniería naval submarina aplicando el principio de Arquímedes, ya sea aumentando o soltando este para provocar un desplazamiento o empuje vertical en un medio líquido. Por ejemplo, los submarinos lastran agua o aire para emerger o sumergirse y los buzos de escafandra usaban pesados zapatos de plomo como lastre para contrarrestar el empuje positivo vertical del ocupante del traje.
Los acorazados clase Yamato utilizaron un sistema de contrainundación usando agua bombeada de un compartimiento a otro como lastre de desplazamiento vertical.
El inclinómetro es un instrumento usado en los grandes navíos para indicar la inclinación sobre la vertical y usa un lastre como principio de funcionamiento.
Los veleros de alta área de velamen usan ya sea a la tripulación y una quilla de balasto, sobrequilla o quilla de lastre para evitar el volcamiento de la embarcación cuando navega escorado a contraviento.

## Expresiones relacionadas
- Hacer lastre: embarcarlo y también lastrar o arreglarlo.
- Ir o navegar en lastre: no llevar más carga que este.
- Correrse el lastre: irse o caer el lastre hacia un lado en algún temporal por efecto de los grandes balanceos, accidente que podría traer fatales consecuencias
- Arrojar lastre al agua: esta operación se entiende en el sentido recto del enunciado de la frase, esto es, la de arrojarlo arbitrariamente en el mismo fondeadero.[3]